# Slaine Kelly
Slaine Kelly (Dublin, 9 de julho de 1982 -) é uma atriz irlandesa, mais conhecida por interpretar Jane Howard na série televisiva da Showtime The Tudors. Participou em filmes como The Bet (2008), Studs (2006) e Social Work (2007).

## Filmografia
| Ano  | Título      | Personagem              | Notas |
| ---- | ----------- | ----------------------- | ----- |
| 2008 | Raw         | Mulher bonita           |       |
| 2007 | The Tudors  | Jane Howard             |       |
| 2007 | Social Work | Mulher tentadora        |       |
| 2007 | Studs       | Namorada de futebolista |       |
| 2007 | Double Take | Jane Collins            |       |